# Gene Rock
Eugene "Gene" Rock (Caruthers, California, 4 de noviembre de 1921 - San Diego, California, 31 de octubre de 2002) fue un jugador de baloncesto estadounidense que disputó una temporada en la BAA, y otra más en la liga menor PBLA. Con 1,75 metros de estatura, jugaba en la posición de base.

## Trayectoria deportiva

### Universidad
Jugó durante tres temporadas interrumpidas por la Segunda Guerra Mundial con los Trojans de la Universidad del Sur de California, siendo el segundo jugador de dicha institución tras Jim Seminoff en llegar a jugar en la BAA o la NBA. En 1943 lideró la Pacific Ten Conference en anotación, con 13,4 puntos por partido, lo que le valió para ser incluido en el mejor quinteto de la conferencia, y en el segundo quinteto consensuado All-American.

### Profesional
Comenzó su trayectoria profesional con los Birmingham Skyhawks de la PBLA, donde fue uno de los jugadores más destacados del equipo, promediando 6,9 puntos por paqrtido.
Al término de la competición fichó por los Chicago Stags de la BAA, con los que disputó un total de once partidos, promediando 0,9 puntos.

#### Estadísticas en la BAA

##### Temporada regular
| Temporada | Edad | Equipo        | Liga | Pos. | P  | TIT | MIN | TC  | TCA | %TC  | TL  | TLA | %TL  | ASIS | FP  | PTS |
| 1947-48   | 26   | Chicago Stags | BAA  |      | 11 |     |     | 0.4 | 1.6 | .222 | 0.2 | 0.4 | .500 | 0.0  | 0.7 | 0.9 |
| Total     |      |               | BAA  |      | 11 |     |     | 0.4 | 1.6 | .222 | 0.2 | 0.4 | .500 | 0.0  | 0.7 | 0.9 |

##### Playoffs
| Temporada | Edad | Equipo        | Liga | Pos. | P | TIT | MIN | TC  | TCA | %TC | TL  | TLA | %TL  | ASIS | FP  | PTS |
| 1947-48   | 26   | Chicago Stags | BAA  |      | 2 |     |     | 0.0 | 0.0 |     | 0.0 | 0.5 | .000 | 0.0  | 0.0 | 0.0 |
| Total     |      |               | BAA  |      | 2 |     |     | 0.0 | 0.0 |     | 0.0 | 0.5 | .000 | 0.0  | 0.0 | 0.0 |